# 1601 (numero)
Milleseicentouno (1601) è il numero naturale dopo il 1600 e prima del 1602.

## Proprietà matematiche
- È un numero dispari.
- È un numero primo.
  - È un numero primo di Sophie Germain.
  - È un numero primo di Chen.
- È un numero omirp.
- È un numero difettivo.
- È un numero di Proth.
- È esprimibile in un solo modo come somma di due quadrati: 1601 = 1600 + 1 = 402 + 12.
- È un numero nontotiente in quanto dispari e diverso da 1.
- È un numero malvagio.
- È parte delle terne pitagoriche  (80, 1599, 1601), (1601, 1281600, 1281601).

## Astronomia
- 1601 Patry è un asteroide della fascia principale del sistema solare.
- NGC 1601 è una galassia nella costellazione di Eridano.
- IC 1601 è una galassia nella costellazione della Balena.

## Astronautica
- Cosmos 1601 è un satellite artificiale russo.